# Aleksandyr Wutimski
Aleksandyr Wutimski, właśc. Aleksander Kocew Butow (ur. 30 lipca 1919 w Swoge, zm. 23 września 1943 w Surdulicy) – poeta bułgarski.
Ogłaszał utrzymane w pesymistycznym nastroju liryki na łamach gazet i czasopism, m.in. „Złatorog” (od 1939) i „Kornica” (do 1941). Jego dzieła zebrano w almanachach literackich Prag (1938) i Żażda (1939). Pośmiertne wydania: Stichotworenija (1960), Izbrani proizwedenija (1970).